# Дебреценські ковбаски
Дебреценські ковбаски, дебреценські сосиски (угор. debreceni kolbász, нім. Debrecziner, Debreziner; за назвою міста Дебрецен) — традиційні угорські сосиски в натуральній оболонці з овечої кишки, що набули поширення в Австрії, на півдні Німеччини і на теренах колишньої Австро-Угорської імперії.
Дебреценські сосиски виготовляються з яловичини і свинини з додаванням паприки. Вони використовуються для приготування багатьох страв угорської кухні, яким надають присмак копченостей, наприклад, в дебреценському гуляші. Дебреценські сосиски піддаються нетривалому копченню і тому навіть при тривалій термічній обробці не втрачають свіжості і соковитості.